# Eternal E
Eternal E è un Compilation Album del rapper Eazy-E pubblicato nel 1995.

## Tracce
1. Boyz-n-the-Hood (Remix) – 6:22
2. 8 Ball (featuring N.W.A.) – 4:25
3. Eazy-Duz-It – 4:21
4. Eazy-er Said Than Dunn – 3:41
5. No More ?'s - 3:55
6. We Want Eazy (featuring Dr. Dre e MC Ren) – 5:01
7. Nobody Move – 4:49
8. Radio (featuring Dr. Dre) - 4:59
9. Only If You Want It – 3:03
10. Neighborhood Sniper (featuring Kokane e Cold 187um) - 5:09
11. I'd Rather Fuck You (featuring N.W.A. & Capital Punishment Organization) - 3:59
12. Automobile (featuring N.W.A.) - 3:18
13. Niggaz My Height Don't Fight – 3:14
14. Eazy Street - 4:27

### Tracce Bonus
1. Real Muthaphuckkin G's (featuring Dresta & B.G. Knocc Out) - 5:32
2. Ole School Shit (featuring Dresta, B.G. Knocc Out & Sylk-E. Fyne) - 4:00
3. A Lil' Eazier Said (Gangsta Memorial Edition bonus track) (performed by Lil' Eazy E) - 3:40

## Gangsta Memorial Edition Bonus DVD

### Video
1. We Want Eazy
2. Eazy-er Said Than Dunn
3. Straight Outta Compton (Street Version) - N.W.A.
4. 100 Miles And Runnin' - N.W.A.
5. Appetite for Destruction (Extended Street Version) - N.W.A.
6. Only If You Want It
7. Real Compton City G's (Featuring Dresta & B.G. Knocc Out)
8. Neighborhood Sniper (Street Version)
9. Just tah Let U Know